# Отто Шугарт
Отто Шугарт (нім. Otto Schuhart; 1 квітня 1909, Гамбург — 26 лютого 1990, Штутгарт) — німецький офіцер-підводник, фрегаттен-капітан крігсмаріне, капітан-цур-зее бундесмаріне. Кавалер Лицарського хреста Залізного хреста.

## Біографія
10 жовтня 1929 року вступив на флот. Служив на крейсерах «Емден», «Карлсруе», лінійному кораблі «Шлезвіг-Гольштейн». У 1936 році переведений в підводний флот. З липня 1938 року — 1-й помічник командира підводного човна U-25. Потім командував U-8 (2 вересня — 29 жовтня 1938) і U-25 (10 грудня 1938 — 3 квітня 1939). 4 квітня 1939 року призначений командиром U-29, який входив у 2-ї флотилію підводних човнів «Зальцведель». На ньому він зробив 7 походів, провівши в морі в разом 222 дні. У вересні 1939 року, діючи на підступах до Великої Британії, потопив 12 кораблів, першим став потоплений 7 вересня 1939 року танкер «Регент Тайгер».
17 вересня 1939 року в 19:50 випустив 3 торпеди по британському авіаносцю «Корейджес» (22 500 брт) з дистанції близько 2700 метрів. Дві торпеди потрапили в машинне відділення і викликали сильні вибухи. Через 10 хвилин командир корабля наказав залишити корабель. Через 15 хвилин авіаносець затонув, разом з ним загинуло 518 осіб, включаючи капітан-командора В. Мекейн-Джонса. Човен був атакований з допомогою глибинних бомб, але Шугарту вдалося сховатися. Авіаносець став першою великою перемогою німецького ВМФ.
2 січня 1941 року призначений інструктором 1-й підводної навчальної дивізії Морської академії, з червня 1943 року — командир 21-ї флотилії підводних човнів. Останні місяці війни перебував у Фленсбург-Мюрвіку. Всього за час бойових дій потопив 13 кораблів загальною водотоннажністю 89 777 брт.
| Дата            | Назва                  | Тип               | Тоннаж | Вантаж                                                     | Екіпаж | Загинули | Країна                | Конвой |
| --------------- | ---------------------- | ----------------- | ------ | ---------------------------------------------------------- | ------ | -------- | --------------------- | ------ |
| 8 вересня 1939  | Regent Tiger           | Тепловий танкер   | 10,176 | 10600 тонн моторного бензину і 3400 тонн дизельного палива | 44     | 0        | Британська імперія    |        |
| 13 вересня 1939 | Neptunia               | Паровий буксир    | 798    |                                                            | 21     | 0        | Британська імперія    |        |
| 14 вересня 1939 | British Influence      | Тепловий танкер   | 8,431  | 12 000 тонн дизельного палива і мазуту                     | 42     | 0        | Британська імперія    |        |
| 17 вересня 1939 | HMS Courageous (50)    | Авіаносець        | 22,500 |                                                            | 1259   | 518      | Британська імперія    |        |
| 3 березня 1940  | Cato (підрив на міні)  | Торговий пароплав | 710    | 400 тонн генеральних вантажів                              | 15     | 13       | Британська імперія    |        |
| 4 березня 1940  | Thurston               | Торговий пароплав | 3,072  | 4500 тонн марганцевої руди                                 | 68     | 64       | Британська імперія    |        |
| 4 березня 1940  | Pacific Reliance       | Торговий теплохід | 6,717  | Генеральні вантажі, у тому числі бавовна і частини літаків | 53     | 0        | Британська імперія    | OA-102 |
| 16 березня 1940 | Slava (підрив на міні) | Торговий пароплав | 4,512  | Вугілля і кокс                                             | 34     | 1        | Королівство Югославія |        |
| 26 червня 1940  | Dimitris               | Торговий пароплав | 5,254  | 9028 тонн зернових                                         | ?      | 0        | Королівство Греція    |        |
| 1 липня 1940    | Adamastos              | Торговий пароплав | 7,466  | Пшениця                                                    | 25     | 0        | Королівство Греція    |        |
| 2 липня 1940    | Santa Margarita        | Торговий пароплав | 4,919  | Баласт                                                     | 39     | 0        | Панама                |        |
| 2 липня 1940    | Athellaird             | Тепловий танкер   | 8,999  | Баласт                                                     | 42     | 0        | Британська імперія    | OB-176 |
| 25 вересня 1940 | Eurymedon              | Торговий теплохід | 6,223  | 3000 тонн генеральних вантажів                             | 93     | 29       | Британська імперія    | OB-217 |

В 1955-67 роках служив у бундесмаріне.

## Звання
- Морський кадет (10 жовтня 1929)
- Фенріх-цур-зее (1 січня 1931)
- Обер-фенріх-цур-зее (1 квітня 1933)
- Лейтенант-цур-зее (1 жовтня 1933)
- Обер-лейтенант-цур-зее (1 червня 1935)
- Капітан-лейтенант (1 серпня 1938)
- Корветтен-капітан (1 серпня 1943)
- Фрегаттен-капітан (1 травня 1956)
- Капітан-цур-зее (1 лютого 1959)

## Auszeichnungen
- Медаль «За вислугу років у Вермахті» 4-го класу (4 роки; 2 жовтня 1936)
- Тричі відзначений у Вермахтберіхт (19 вересня 1939, 14 березня і 3 липня 1940)
- Залізний хрест 2-го і 1-го класу (26 вересня 1939) — отримав 2 нагороди одночасно за потоплення авіаносця «Корейджес».
  - За це досягнення решта членів екіпажу U-29 були нагороджені Залізними хрестами 2-го класу.
- Нагрудний знак підводника (16 грудня 1939)
- Лицарський хрест Залізного хреста (16 травня 1940)
- Хрест Воєнних заслуг
  - 2-го класу з мечами (30 січня 1944)
  - 1-го класу з мечами (1 вересня 1944)
- Орден «За заслуги перед Федеративною Республікою Німеччина», офіцерський хрест (30 вересня 1967)